# Patagonské Andy
Patagonské Andy (španělsky Andes patagónicos) tvoří nejjižnější část And.
Rozkládají se ze severu k jihu až jihovýchodu na území Chile a Argentiny.
Leží přibližně mezi 35°a 55° jižní šířky. Mají délku okolo 2 000 kilometrů a šířku 100 až 250 kilometrů.
Nejvyšší horou Patagonských And je Cerro San Valentín  (4 058 m), který leží v severní části Severopatagonského ledovcového plató.

## Geografie
Patagonské Andy se rozkládají přibližně od řeky Bío-Bío na území Chile a pramene řeky Agrio v Argentině až do Ohňové země. Horské pásmo od severu k jihu klesá. Sněžná čára rovněž klesá z nadmořské výšky 4 000 m na severu až k 600 m na jihu. Nejvyšší hora San Valentín leží v nejsilněji zaledněné horské skupině. Celkem se v Patagonských Andách nachází asi 19 000 km² zaledněné plochy, nejdelší ledovcové pole má okolo 80 kilometrů. Ledovce jsou rozsáhlejší na chilské návětrné straně. Na chilské straně ledovce stékají do fjordů Tichého oceánu, na argentinské straně často do jezer, například do Lago San Martín (Lago O'Higgins), Lago Viedma nebo Lago Argentino. Vegetaci na chilských západních svazích tvoří deštné lesy s pabuky jižními, na argentinské straně převládají křovinaté porosty.
Aktivními vulkány v Patagonských Andách jsou Llaima (3 125 m), Osorno (2 652 m) nebo Corcovado (2 300 m). Nejvýznamnějšími horskými vrcholy jsou: neaktivní stratovulkán Lanín (3 776 m), vyhaslý stratovulkán nad jezerem Nahuel Huapi Cerro Tronador (3 491 m), nejvyšší hora Patagonských And Cerro San Valentín (4 058 m), druhá nejvyšší hora Patagonských And Cerro San Lorenzo (3 706 m), ledovcem pokrytý stratovulkán Lautaro (3 580 m) a známé skalní věže Fitz Roy (3 405 m).